# Vrhulje
Vrhulje je naselje v Občini Krško.